# Wiktor Iwanowitsch Dudnik

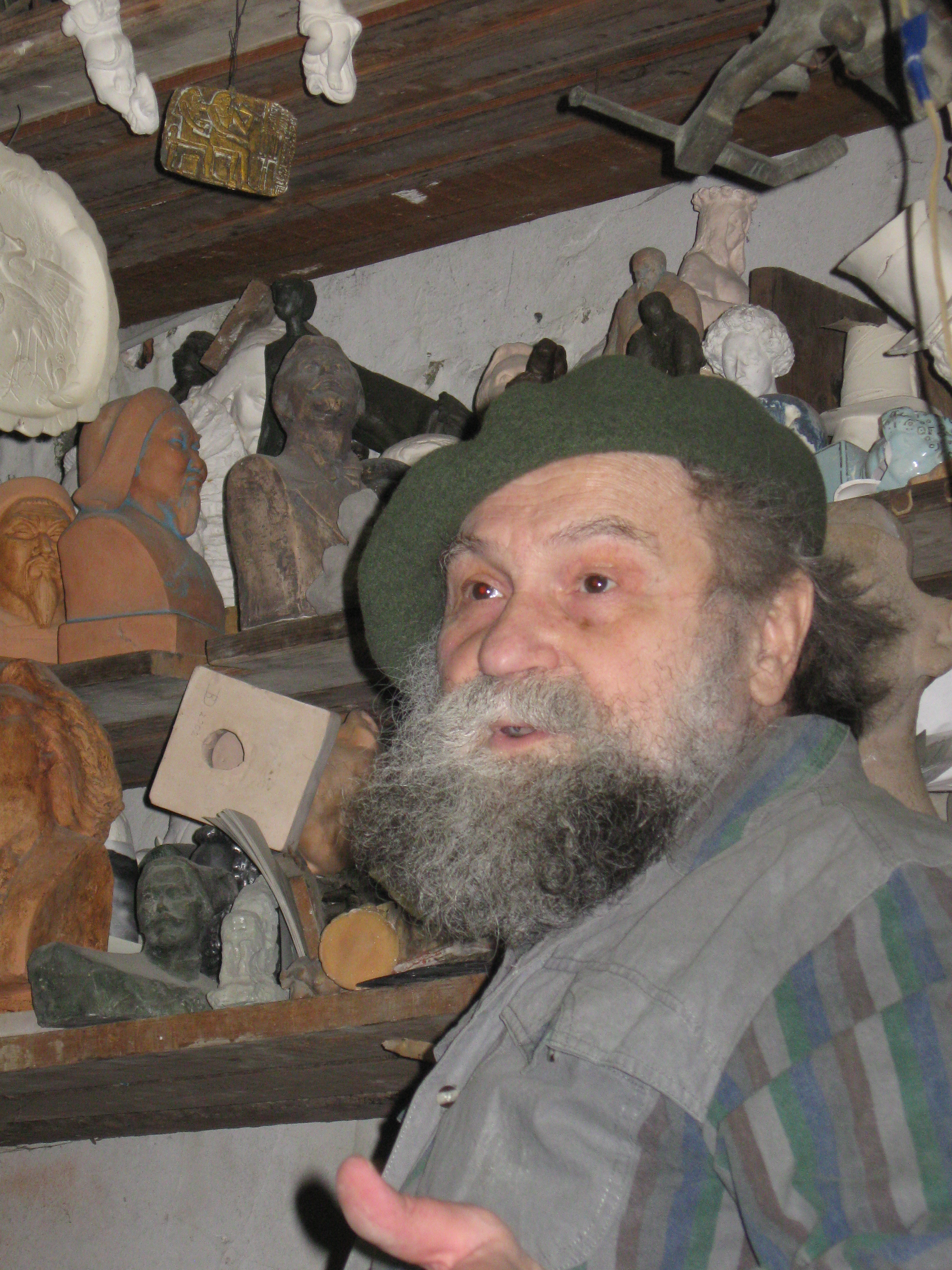
Wiktor Iwanowitsch Dudnik in seinem Atelier

Wiktor Iwanowitsch Dudnik (russisch Виктор Иванович Дудник; * 21. Juli 1935 in Askanija-Nowa, Rajon Tschaplynka; † 11. Januar 2010 in Moskau) war ein sowjetisch-russischer Bildhauer.

## Leben
Schon als Kind zeichnete und formte Dudnik gern. Nach dem Besuch der Mittelschule studierte er fünf Jahre lang an der Kunstschule in Dnepropetrowsk. Es folgte ein sechsjähriges Studium in Leningrad an dem Akademischen Repin-Institut für Malerei, Bildhauerei und Architektur (vormals Russische Kunstakademie).
Dudnik lebte und arbeitete in Moskau. Er war Mitglied der Union der Künstler der UdSSR. Dudniks Werke wurden von den Expertenräten des Kulturministeriums der UdSSR und der RSFSR und von der Moskauer Union der Künstler angekauft.
Werke Dudniks befinden sich im Musikmuseum Moskau, im Literatur-Museum in Puschkin und in weiteren Museen in Russland, der Ukraine, der Republik Moldau und Usbekistan sowie in Privatsammlungen in den USA, in Deutschland, Italien, dem ehemaligen Jugoslawien und auf Zypern.
Dudnik war unglücklich verheiratet und hatte zwei Kinder. Schließlich ließ er sich scheiden, nachdem er mit der burjatischen Künstlerin Olga Iwanowa zwei Kinder bekommen hatte.

## Werke (Auswahl)

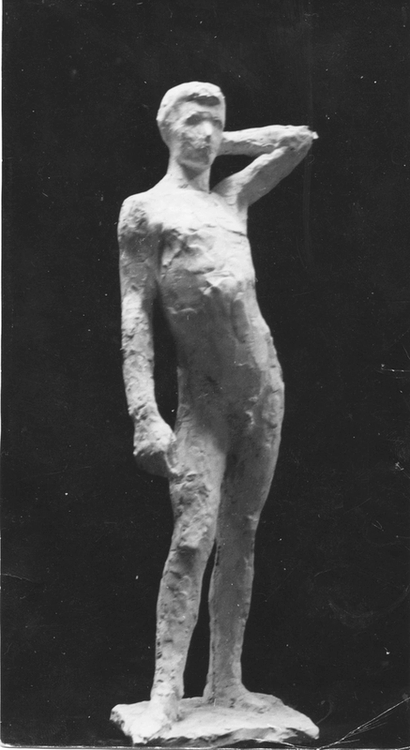
Studie
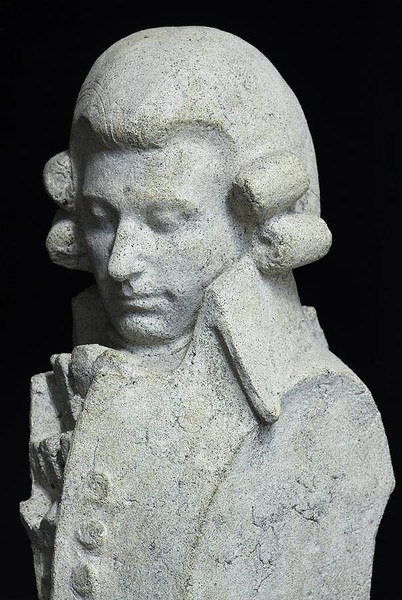
Mozart
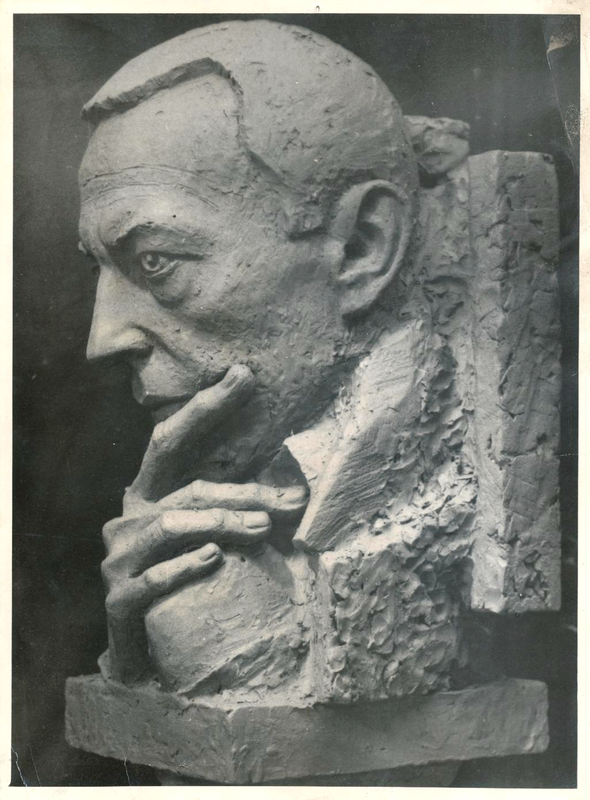
Sergei Rachmaninow, Moskauer Konservatorium
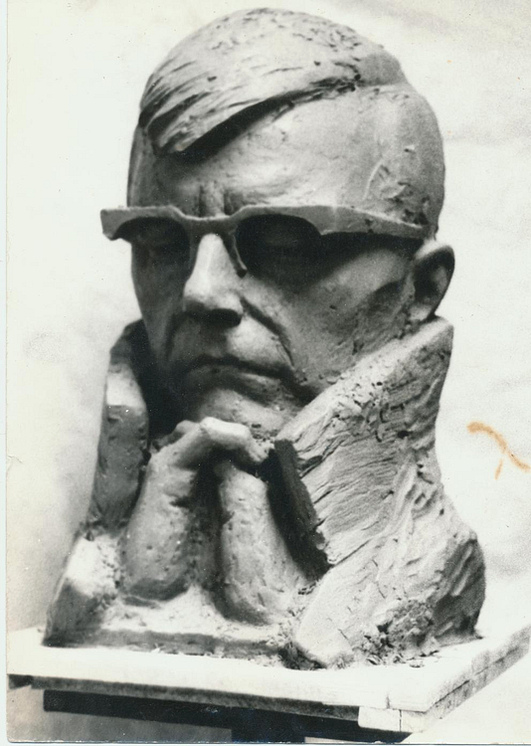
Schostakowitsch